# Nicolo Foscarini
Nicolò Foscarini (ur. 16 marca 1671 w Wenecji, zm. 15 listopada 1752 tamże) – wenecki dyplomata z drugiej połowy XVIII wieku.
Był ostatnim ambasadorem Republiki Weneckiej w Konstantynopolu. Misję dyplomatyczną odbywał w 1793 roku. Raporty i spostrzeżenia zawarł w Relazione di Costantinopoli (opublikowanych w Rzymie w 1793).
Do Wenecji donosił, że nowy sułtan Turcji Selim III (od 1789 roku), w przeciwieństwie do swych poprzedników sam mocno interesował się polityką i kształtował ją, nie zostawiając wszystkiego wielkim wezyrom, jak czynił to jeszcze Abdulhamid I.
Jego synem był Marco Foscarini.